# کونیگسفلد یم شوارتسوالد
کونیگسفلد یم شوارتسوالد (به آلمانی: Königsfeld im Schwarzwald) یک شهر در آلمان است که در شوارتسوالد-بار واقع شده‌است. کونیگسفلد یم شوارتسوالد ۶٬۱۱۶ نفر جمعیت دارد.